# Pedro Bidegain
Pedro Bidegain (Buenos Aires, 20 de septiembre de 1887-Buenos Aires, 21 de noviembre de 1933) fue presidente del Club Atlético San Lorenzo de Almagro en los años 1929 y 1930 y diputado nacional de la Unión Cívica Radical.

## Biografía
Nació en el barrio de Almagro y fue el menor en una familia de origen vasco de diez hermanos. Se desempeñó como obrero ferroviario, como gerente de matadero además de su vida al servicio de la comunidad como dirigente del Club San Lorenzo de Almagro y diputado nacional.

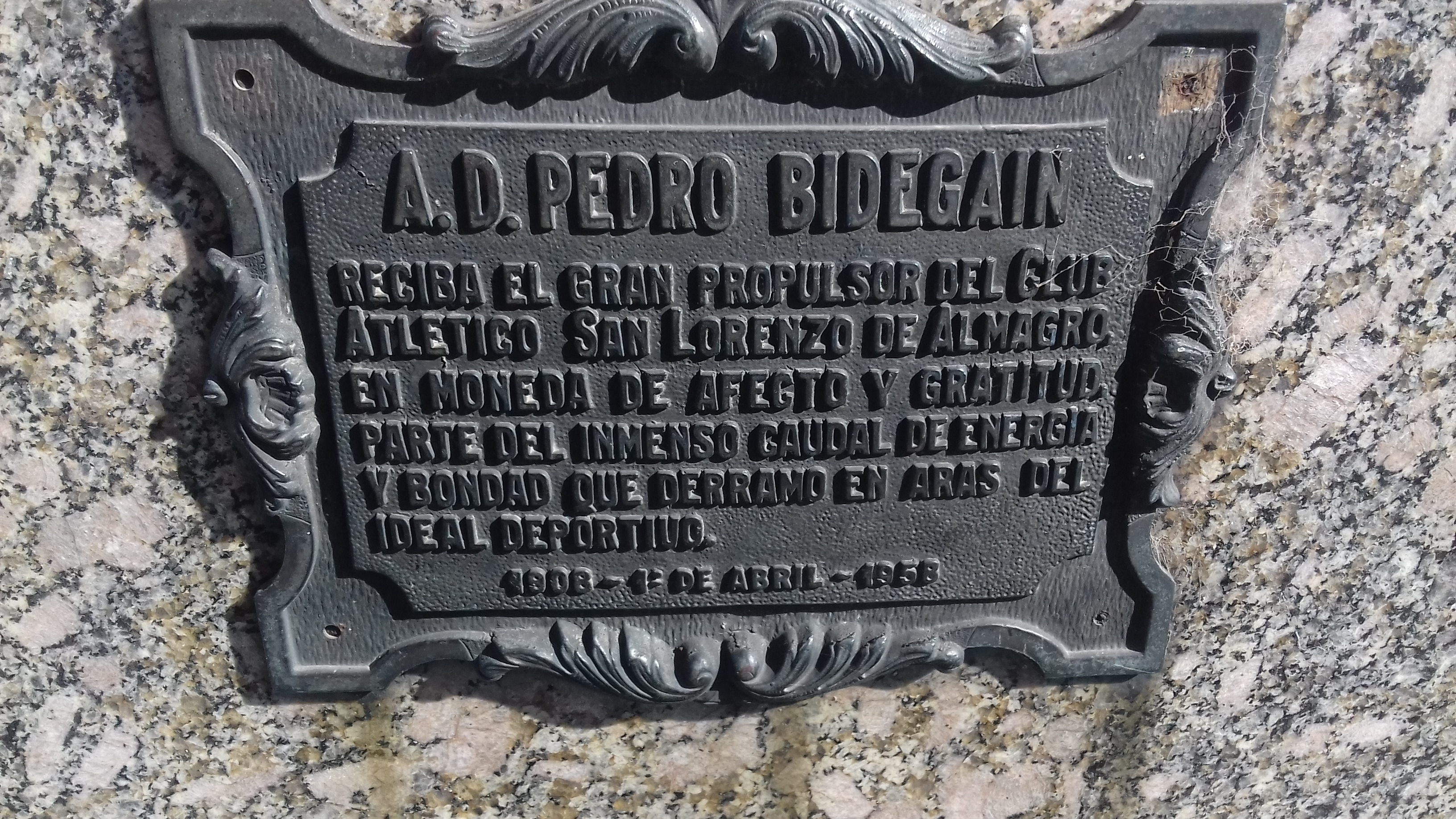
Placa recordatoria del monumento a Pedro Bidegain en la Ciudad Deportiva de CASLA.

### Infancia y juventud
Nació 20 de septiembre de 1887. Fue hijo de Juan Bidegain y María Marcó quienes eran inmigrantes vascos franceses que se instalaron en la Provincia de Entre Ríos donde se conocieron y contrajeron matrimonio, nueve de sus diez hijos nacieron en dicha provincia, el restante Pedro es el único porteño que nace en la Parroquia de San Carlos Sur, que era como se denominaba para esa época, a la zona que ocupa el actual barrio de Almagro y de Boedo de la Ciudad Autónoma de Buenos Aires.
Su padre muere muy joven, es por eso que Pedro deja trunco el colegio primario en los últimos años para ayudar con su trabajo a la familia.
En el año 1900 vivía en la calle Belgrano y calle Yapeyú, Ciudad  de Buenos Aires. El  28 de marzo de 1903, con quince años de edad, ingresa a trabajar como limpiador de máquinas, en los talleres que la compañía del Ferrocarril Oeste tenía en la estación Caballito. Rápidamente alcanza el cargo de foguista, alcanzando años después el de maquinista.
En  1911 comienza a trabajar con su hermano Juan Bidegain que tenía una importante actividad en el gremio de la carne.
Juan Bidegain, hermano mayor de Pedro, era un importante dirigente radical de la 1.º Circunscripción que comprendía la zona de Mataderos, a la vez que uno de los más importantes abastecedores de carne de esa época. Con él trabajó hasta el fallecimiento de Juan producido en 1922.
El 8 de junio de 1912 contrae matrimonio civil con su joven novia María Hortensia Ragucci y Della Paolera (Reg.Civ.secc.6.ª. Acta 266) fijando su domicilio real en la calle Muñiz 1026, Ciudad Autónoma de Buenos Aires, del matrimonio nacen cuatro hijos

### Vida política
En 1904 formando parte del Comité Seccional de la Unión Cívica Radical en la Circunscripción 6.º.
Por los años 1906 y 1907 lo ubicamos viviendo en la calle Agrelo 4041 Capital y ocupando el puesto de vocal en la Comisión Directiva partidaria.
El 4 de mayo de 1910 se renuevan las autoridades del comité circunscripcional. La lista triunfante, que fuera presidida por el doctor Francisco Beiró, lleva nuevamente como vocal para el período 1910/1911, a Pedro Bidegain, siendo reelecto nuevamente el 22 de diciembre de 1911 para un nuevo mandato.
Entre los años 1913 a 1915 volvió a ser electo vocal de la Comisión Directiva del Comité Seccional de la UCR; alcanzando la presidencia para el período 1920/22.
Ante la proximidad de los comicios nacionales, fue designado Presidente de la “Comisión Local de Propaganda Electoral”, apoyando la fórmula Yrigoyen-Luna que finalmente triunfa el 2 de abril de 1916.
Durante el gobierno de Hipólito Yrigoyen, se va consolidando cada vez más su posición dentro del partido hasta convertirse en el referente más importante del yrigoyenismo del barrio de Boedo.
En 1921 es electo Concejal, en 1926 es electo como diputado Nacional. Para 1922 ocupa por breve tiempo el cargo de vocal en el Directorio de Obras Sanitarias de la Nación, permaneciendo en el cargo hasta el 25 de noviembre de 1923. Paralelamente es reelegido por el período 1922/24 como presidente del Comité Seccional.
Durante la presidencia de Marcelo T. de Alvear, crecen dentro del radicalismo los grupos antiyrigoyenistas y se genera una lucha entre estos y los seguidores de Yrigoyen, entre los que se encontraba Bidegain. Las tensiones internas van en crecimiento hasta que la situación se hace insostenible y tiene su eclosión en 1924, cuando se produce la división del partido y enfrentada a la UCR, aparece la Unión Cívica Radical Antipersonalista. Bidegain sigue firme dentro del partido tradicional declarándose “personalista” e inclaudicable en el apoyo a Yrigoyen, mientras los grupos escindidos del Comité de la 6.ª, en 1923, adhieren al antipersonalismo, alejándose del tradicional Comité de la Unión Cívica Radical.

#### Segunda Presidencia de Hipólito Yrigoyen
En el año 1929 al ser aludido en la Cámara, por el senador electo por la Provincia de San Juan, Federico Cantoni, en términos que ponían en duda la pureza de su ideal radical, da lugar a una enérgica defensa promovida por él en la Cámara de Diputados en la sesión del 19 de junio de 1929. Con el objeto de poner en claro los hechos también en la Cámara Alta, eleva una carta al Senador Nacional doctor Diego Luis Molinari con fecha 31 de julio de 1929, en la que agrega, como prueba irrefutable de lo que afirma, su libreta cívica, expresando:

En ella consta, que desde que la obtuve en 1907 hasta su caducidad, con motivo el enrolamiento general de 1911, jamás voté en ninguna elección. Esa libreta cívica, con sus páginas sin constancia alguna donde debió hacerse la anotación “votó” es la credencial de todo radical auténtico. Nuestro partido estaba en la abstención y los radicales no concurríamos a los comicios del “régimen”, ni a depositar siquiera nuestro voto en blanco.

La carta es leída en el Senado en la sesión del 2 de agosto de 1929, y se resuelve, por pedido del senador Molinari, que se inserte en el diario de sesiones la reproducción fotográfica del documento, cosa que se hace en el suplemento de la sesión pp. 708 y 709.
A raíz de las declaraciones de Bidegain en la Cámara de Diputados, el diario Crítica, que no era precisamente simpatizante radical, el 20 de julio de 1929 publica declaraciones del concejal Antonio Inchausti, su rival en la conducción del radicalismo de la 6.º circunscripción y militante del antipersonalismo, en las que pone en tela de juicio el origen radical de don Pedro.
Esta actitud, mueve a Bidegain, a resumir en un pequeño libro que tituló Mi Radicalismo y que publicó en ese año, toda su vida de auténtico radical yrigoyenista, dando pruebas documentales de todo lo que afirma y con términos muy duros para el concejal Antonio Inchausti lo que genera con este un duelo a pistola sin consecuencia para ambos, pero sin reconciliación.
Habiendo dejado para 1930 la banca, durante la administración municipal del José Luis Cantilo, fue nombrado gerente técnico y vicepresidente del directorio del Matadero y Frigorífico Municipal. 
Presentó 88 de proyectos, dentro de tantos proyectos se encuentra el de provincialización del Chaco de 1927 (debió esperarse hasta el año 1951 para que se dicte la ley 14037 sobre la provincialización del Chaco y La Pampa).
Fue un firme defensor de los más desfavorecidos, durante la presentación del proyecto del código de trabajo de 1927 indicó:

Nuestros indios siguen siendo explotados por los empresarios sin escrúpulos, que los aprovechan sin darles la paga. En el norte del país las mujeres indias constituyen la principal mercancía de la trata de blancas... el Congreso debe poner coto a todo esto.

Pedro significó el arribo de una nueva clase social a la representación pública y al gobierno,[cita requerida] producto del aluvión yrigoyenista que ganó la primera elección con voto secreto, esta generó disgusto en los círculos conservadores. Fue sintetizado en las palabras del conservador Benjamín Villafañe Chávez que llegó a decir sobre el arribo de yrigoyenistas al gobierno que

Era el encumbramiento de la hez de la chusma; la supremacía del analfabeto sobre el hombre instruido; de los Saccones, Bidegain, Bard, Oyhanarte, sobre los apellidos de tradición culta, inteligente, instruída, moral, de abolengo,...

Fue autor del libro " Mi radicalismo".
Algunos de sus proyectos de ley fueron la provincializacion de Chaco y La Pampa,  el proyecto de creación del Banco de la República en 1928,

#### Persecución, encierro y tortura
El lunes 8 de septiembre de 1930 a las 17 hs tuvo lugar el juramento de presidente de facto Uriburu, su vicepresidente y ministros. Luego de la ceremonia en la noche dirigentes yrigoyenistas intentaron un contragolpe para rescatar a Hipólito Yrigoyen. Se atribuye a Pedro Bidegain la maniobra audaz, que tuvo un principio de éxito. Con falsos llamados telefónicos fueron alarmados los cuarteles de la Capital diciéndoles que la contrarrevolución acababa de estallar; al regimiento 7 de La Plata se le hizo saber que grupos armados marchaba a liberar a Hipólito Yrigoyen; a las fuerzas del Correo que la guarnición de la Casa de gobierno se había pronunciado por Yrigoyen, y a esta que el Correo se acababa de sublevar. Al tiempo, elementos de Bidegain recorrerían en camiones las calles centrales vivando a Yrigoyen y haciendo disparos de armas. Hubo cañonazos entre la Casa de Gobierno y el Palacio de Correos durante media hora. La intentona fracasó. Bidegain, después de recorrer con sus camiones la Avenida Leandro Alem, se retiró por Avenida de Mayo al oeste cuando notó el ambiente poco propicio, exiliándose presuntamente por el episodio en el Uruguay
A fines del año 1930 creyendo que no hay delito que se le imputa, retorna a Buenos Aires, pero rápidamente es detenido, lo acusaban de manejos deshonestos en el Matadero y Frigorífico Municipal del que había sido administrador, el trasfondo en realidad era la implicancia contrarrevolucionaria. Es alojado en la Penitenciaria Nacional, lugar donde se cometían atropellos de todo tipo, de los que aparentemente no estuvo exento don Pedro. El 7de marzo de 1931 es confinado al presidio de Tierra del Fuego, el 14 de marzo llega a Ushuaia. No es alojado en el penal, se les permite alojamiento externo dentro de la ciudad que deberá costearse y del que luego colabora la Gobernación. Sobreseído, en 1932 lo encontramos en Buenos Aires en plena actividad política, por supuesto dentro del radicalismo yrigoyenista. Elecciones internas mediante, vuelve a ocupar la presidencia del Comité de la sexta sección electoral, y, a la vez, es electo delegado al Comité de la Capital por esa circunscripción.

#### Últimos años
Pasó sus años finales en medio de la gran crisis económica de esa época. Intentó varios negocios con resultado poco favorables: una distribución de carne, como volviendo a sus tiempos jóvenes de abastecedor, o más adelante, la distribución de barras de hielo. Las dos actividades resultaron malos negocios y consumieron gran parte de sus ahorros.
Víctima de un cáncer de pulmón falleció el 21 de noviembre de 1933 a los jóvenes 46 años, una impresionante multitud lo despidió en su último domicilio de calle Pedro Goyena 1051. A pedido de los hinchas la caja mortuoria fue llevada a pulso por 10 cuadras y recién en Boedo e Independencia fue colocado en la carroza, los comercios del barrio cerraron sus puertas en señal de duelo.

### Dirigente del Barrio de Boedo
Fue vital su trabajo para la fundación del Club Mariano Boedo, fue el primer presidente de la Comisión Directiva que se constituyó el 9 de julio de 1928 en el cine “Los Andes”, dicha Institución funcionó en la calle Boedo 736 hasta 1940, en que se trasladó a Avenida San Juan 3545, última sede donde lamentablemente ha dejado de funcionar en el año 2003. También en la Universidad Popular de Boedo que fue inaugurada en agosto de 1928 y funcionó hasta 1943.

### Dirigente del Fútbol Argentino
Se convirtió en uno de los primeros socios del Club Atlético San Lorenzo de Almagro y trabajo a destajo para la inauguración del Viejo Gasómetro en 1916, ya en 1918 fue nombrado vicepresidente de San Lorenzo cargo que ocupó hasta 1928.

#### Compra de los terrenos del Viejo Gasómetro[4]

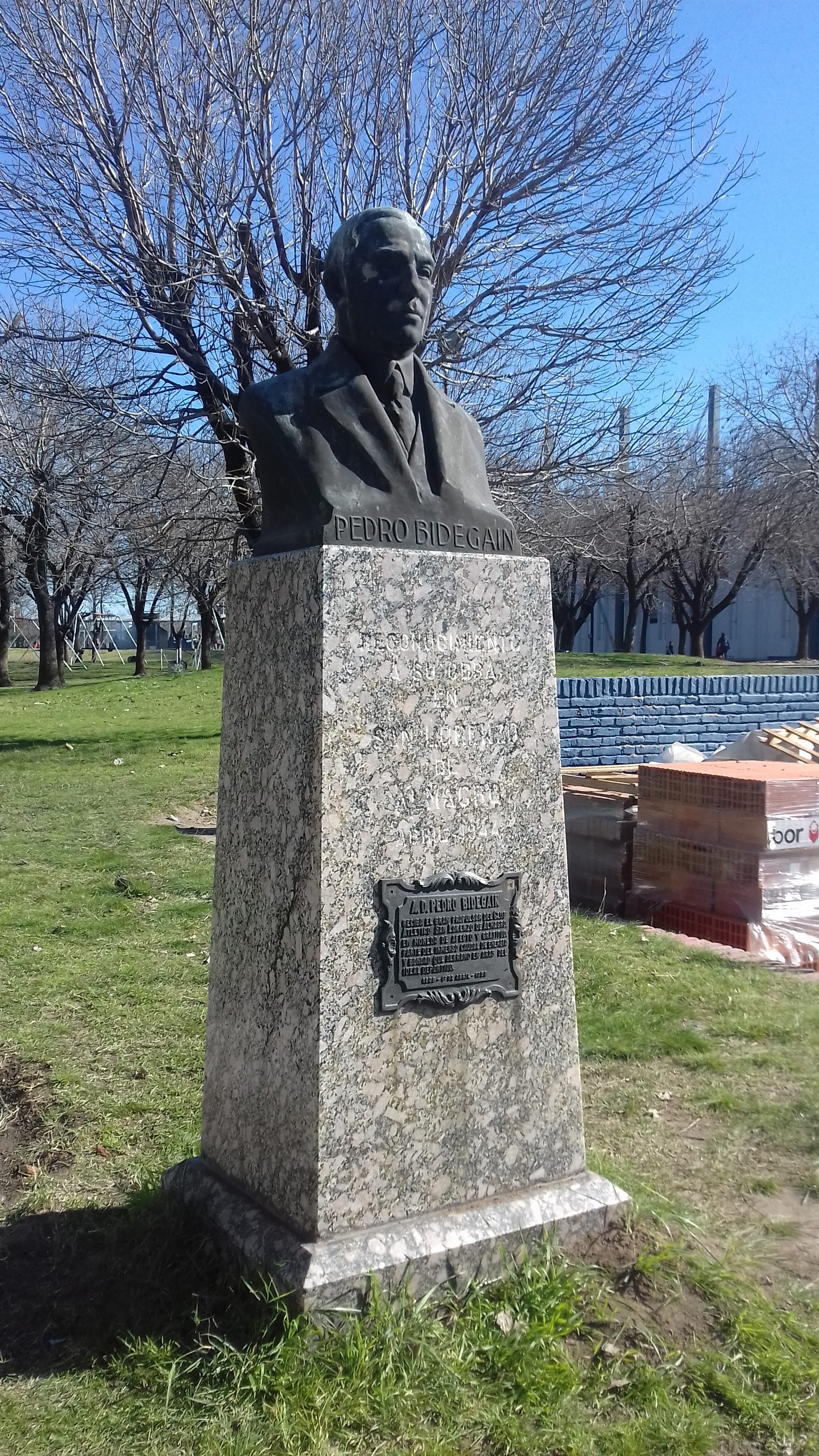
Monumento de Pedro Bidegain en Ciudad Deportiva de CASLA.

Su labor fue muy importante para que San Lorenzo pudiera contar con su estadio en Avenida La Plata 1700 ya que el contrato de locación, pactado a once años, se vencía el 1927. La dueña del predio donde San Lorenzo alquilaba no tenía la intención de su renovación; y tanto los dirigentes como los socios no tenían interés de irse de Avenida La Plata. El deseo de compra de los terreno no se correspondía con la realidad de la tesorería, el dinero no alcanzaba.
En enero de 1928 es reelegido Pedro Bidegain como vicepresidente de la institución aunque al poco tiempo renuncia por diferencias con el presidente Eduardo Larrandart, lo sustituyó en su puesto su sobrino Angel Caravelli. Aunque distanciado de la Comisión Directiva siguió trabajando para concretar la compra de los terrenos.
Habiéndose logrado la personería jurídica el 1° de julio de 1927,  Pedro Bidegain con su típico empuje y gran visión, lidera la compra de la propiedad. El 29 de enero de 1928 se aprobó en asamblea la construcción del nuevo estadio, lo que movilizó la necesidad de la compra de las tierras donde se había erigido la cancha, en 1916. Fue el propio Bidegain quien se encargó de convencer a María Meroi la apoderada de la dueña de las fracciones de terreno, la monja María Constancia Oneto de que era muy conveniente venderle la propiedad a Club Atlético San Lorenzo de Almagro. Su carácter persuasivo y sus cordiales relaciones con la comunidad católica y especialmente con la congregación salesiana a la que pertenecía el padre Lorenzo Massa fue importante para poder favorecer la venta de los terrenos.
El boleto de compraventa se firmó finalmente el 6 de junio de 1928 por 186.256 pesos equivalentes a 7760 metros cuadrados de superficie. San Lorenzo contaba con 106.000 pesos en efectivo, pero por iniciativa de Bidegain se emitió un empréstito por 250.000 pesos, más 30000 pesos que presto la Asociación Amateur de Fútbol con este dinero se pudo destinar parte a la compra de los terrenos y el resto a la construcción de tribunas, alambrados y paredes externas. Esta intervención del caudillo barrial le valió a San Lorenzo que fuera conocido como un “Ateneo del radicalismo Yrigoyenista” por parte de los socialistas de esa época

#### Presidente del Club Atlético San Lorenzo de Almagro
Fue elegido presidente del Club Atlético San Lorenzo de Almagro en 1929. Durante su gestión el club pasó de 3612 a 13638 socios. Desarrolló las prácticas de tenis y básquetbol. Amplió el Estadio de fútbol, el Gasómetro de Avenida La Plata, donde la selección argentina de fútbol disputó encuentros deportivos como el Torneo Sudamericano del año 1929.
Propuso la mudanza del predio de la calle Chiclana y calle Pirovano del Club Atlético Huracán, quien ya se había fundado previamente en la calle Ventana 859, al barrio cercano a Parque Patricios. No lo logra, pero finalmente el equipo quemero decide hacerlo ya que el alquiler de este se les hacía muy costoso.
Junto con su vicepresidente, Pedro Vilemur, tenía el proyecto de mejora del estadio (estadio de cemento) que fue interrumpido por el Golpe Militar del año 1930.
Durante su mandato se quintuplicó la cantidad de socios de 3612 a 15.616, transformándose nuestra Institución en el club con más socios del país junto a River Plate, duplicando a los otros grandes en cantidad de asociados.

### Recordatorios
Hoy una calle del barrio de Boedo en la Ciudad Autónoma de Buenos Aires lleva su nombre.
El nuevo estadio de San Lorenzo de Almagro tiene como nombre oficial el de Estadio Pedro Bidegain. En el 73.er aniversario de su fallecimiento la Audición Radial “San Lorenzo Ayer, Hoy y Siempre” en el Café “San Lorenzo” frente a lo que fuera el gasómetro de la Avenida La Plata, se descubrió en presencia de sus hijos una placa que recuerda su extraordinaria labor.
```

```

En su homenaje el Honorable Concejo Deliberante de la Ciudad de Buenos Aires, el 28 de julio de 1960, aprueba la Ordenanza n.º 16.474 por la cual: “Denomínase Pedro Bidegain a la actual calle Guandacol”, es promulgada por Decreto n.º 14.356 del 31 de agosto de 1960, suscrito por el Intendente Hernan Giralt.
Durante el auge del tango recibió el reconocimiento en Carlos Pesce que le dedica el tango “San Lorenzo de Almagro”, con música de José Rebolini. Alberto Mastra le dedicó su milonga “Abran cancha”.
| Predecesor: Eduardo Larrandart | Presidente del Club Atlético San Lorenzo de Almagro 1929-1930 | Sucesor: Eduardo Larrandart |